# 卢卡·萨尔托里
卢卡·萨尔托里（義大利語：Luca Sartori，1971年7月19日—），意大利男子赛艇运动员。他曾代表意大利参加世界赛艇锦标赛，获得一枚金牌。他也曾参加1992年夏季奥运会。